# 血漿療法
血漿療法(回復期患者血漿療法)とは血漿を利用する治療法。

## 概要
伝染病に罹患して回復して抗体を保持している人の血液を採取して血漿を分離・調製してから患者に投与する。また、予め伝染病に罹患していない者に投与することで抗体ができることにより予防効果も期待される。有効なワクチンや治療薬が開発されていない未知のウィルスに対しても一定の効果が期待される。

## 歴史
伝染病に罹患して回復した患者から採取した血漿を投与するという治療法は古くから実施されてきた。この治療法は1890年代の北里柴三郎による動物に毒素を注射してからその抗毒素を投与する受動免疫の発見とそれを応用した血清療法に由来する。